# Excreción celular
En las células, la excreción de las sustancias tóxicas, gaseosas y líquidas se realiza a través de toda la membrana por ósmosis, difusión y solución isotónica.
- Las sustancias sólidas solubles que son nocivas y se hallan más concentradas en las células que en el exterior son eliminadas por el fenómeno de transporte activo hasta que se consigue una menor concentración de ellas en el interior.
- En las células que se hallan rodeadas por un líquido hipotónico (o de menor presión osmótica), existen orgánulos especializados  para la excreción, tales como las vacuolas pulsátiles o contráctiles, cuya función es especialmente la excreción de agua.

## Introducción
La célula, al igual que todo ser vivo, debe efectuar la excreción. Gracias a este proceso expulsa a través de su membrana celular las sustancias que no le son útiles así como los metabolismos tóxicos. Generalizando puede afirmarse que la excreción se produce mediante la exocitosis de vacuolas presentes en el citoplasma. Estas vacuolas formadas por una bicapa lipídica como la membrana celular se fusionan con la membrana liberando el contenido que mantenían dentro de la célula aislando del citoplasma al medio externo.
Algunos organismos unicelulares que viven en el agua, como los paramecios, han desarrollado vacuolas contráctiles para expulsar el exceso de agua.